# Avani Gregg
Avani Gregg (Brownsburg, Indiana, 23 de novembre de 2002), coneguda simplement com a Avani, és una gimnasta, ballarina, maquilladora i celebritat d'internet estatunidenca.
La seva mare és índia i el seu pare és mongol i afroamericà, té una germana gran anomenada Shanti i una germana menor anomenada Priya. Des de petita a Avani li va interessar el ball, les arts visuals i la gimnàstica. El 2018 va aconseguir ser una gimnasta capaç d'aconseguir puntuacions de nivell 9.
Als 14 anys, Avani, va començar a obtenir una audiència en les plataformes digitals. El seu primer vídeo de TikTok a fer-se viral la mostrava en una disfressa de pallasso esgarrifós, de manera que es va guanyar el sobrenom temporal de "Clown Girl". Actualment compta amb més de 20 milions de seguidors a TikTok. En l'àmbit de la dansa ha participat en diversos projectes de dansa i teatre, igualment en gimnàstica, on ha rebut diversos reconeixements.
En 2019, va obtenir popularitat per unir-se al grup social de TikTok anomenat The Hype House. Es va posicionar entre les persones més buscades en el navegador web Google.

## Premis i nominacions
| Any  | Premi         | Categoria | Resultat   |
| ---- | ------------- | --------- | ---------- |
| 2019 | Premis Shorty | TikToker  | Guanyadora |